# Pokolj u potkamešničkim selima 28. i 29. ožujka 1944.
Pokolj u potkamešničkim selima 28. i 29. ožujka 1944. je bio pokolj kojeg su počinili pripadnici 7. SS divizije "Princ Eugen" kada su hrvatske civile pobili u njihovim kućama. Većina žrtava su bila djeca, starci i žene. Sve kuće u tom kraju su bile zapaljene. Pogođena su sela podno Kamešnice, u istočnom dijelu Cetinske krajine: 
- Otok
- Ruda
- Podi
- Krivodol
- Rože
- Ljut
- Voštane

Najviše su stradala sela Podi, poglavito zaselak Ratkovići, gdje je pobijeno 77 stanovnika, zatim sela Otok i Ruda. Ukupan broj ubijenih je 1.800 osoba u cijelom Potkamešju.
Stipe Šuvar je pri predstavljanju knjige "Istina o zločinima u selima Cetinske krajine 1944." rekao da se o tim zločinima Nijemaca i ustaša malo pisalo i u vrijeme socijalizma. Prema mještanima toga sela, zločin su počinili partizani i četnici, što Stipe Šuvar ne priznaje; a nakon 1990. traje priča da su stanovnike pobili partizani ili četnici.